# Список выделяющихся астероидов
Ниже представлена совокупность списков примечательных астероидов Солнечной системы. В данной статье термин "астероид" обозначает малую планету до орбиты Юпитера, включая карликовую планету Цереру. Для получения полного списка малых планет смотрите список астероидов.
Астероидам присваивают номера как у малых планет, но не все малые планеты являются астероидами. Номера малых планет также присваивают объектам пояса Койпера, похожим на астероиды, но находящимся на расстоянии дальше 30–60 а.е., а астероиды обычно находятся на расстояниях 2–3 а.е. от Солнца. Кометам также обычно не приписывают номера малых планет, им присваивают названия по собственным правилам.
Астероидам дают уникальные номера после того, как орбита становится надёжно определённой. До этого момента астероиды известны под временным обозначением, например как 1950 DA.

## Физические характеристики

### Наибольшие диаметры
Оценка размеров астероидов по данным наблюдений сложна, поскольку форма может быть неправильной, альбедо может быть разным в разных точках поверхности, а угловой диаметр очень мал. Например, астероиды класса C существенно темнее, чем большинство астероидов. Астероиды с одной или двумя определёнными осями могут обладать неправильно вычисленным средним диаметром, если длина третьей оси существенно меньше, чем первых двух. Астероид (16) Психея по данным IRAS обладает диаметром 253 км, хотя недавние оценки дают более точное значение среднего геометрического только 186 км.
| Название         | Диаметр (км) (среднее геометрическое) | Размеры (км)                   | Среднее расстояние от Солнца (в а.е.) | Дата открытия    | Первооткрыватель | Класс |
| ---------------- | ------------------------------------- | ------------------------------ | ------------------------------------- | ---------------- | ---------------- | ----- |
| (1) Церера       | 946 ± 2                               | 965×962×891                    | 2,766                                 | 1 января 1801    | Пьяцци, Дж.      | G     |
| (4) Веста        | 525,4 ± 0,2                           | 572.6 × 557.2 × 446.4 ± 0.2    | 2.362                                 | 29 марта 1807    | Ольберс, Г.В.    | V     |
| (2) Паллада      | 512 ± 3                               | 550 ± 4 × 516 ± 3 × 476 ± 3 км | 2.773                                 | 28 марта 1802    | Ольберс, Г.В.    | B     |
| (10) Гигея       | 431 ± 7                               | 530×407×370                    | 3.139                                 | 12 апреля 1849   | де Гаспарис, А.  | C     |
| (704) Интерамния | 326                                   | 350×304                        | 3.062                                 | 2 октября 1910   | Черулли В.       | F     |
| (52) Европа      | 315                                   | 380×330×250                    | 3.095                                 | 4 февраля 1858   | Гольдшмидт Г.    | C     |
| (511) Давида     | 289                                   | 357×294×231                    | 3.168                                 | 30 мая 1903      | Дуган, Р.С.      | C     |
| (87) Сильвия     | 286                                   | 385×265×230                    | 3.485                                 | 16 мая 1866      | Погсон Н.Р.      | X     |
| (65) Кибела      | 273                                   | 302×290×232                    | 3.439                                 | 8 марта 1861     | Темпель Э. В.    | C     |
| (15) Эвномия     | 268                                   | 357×255×212                    | 2.643                                 | 29 июля 1851     | де Гаспарис, А.  | S     |
| (3) Юнона        | 258                                   | 320×267×200                    | 2.672                                 | 1 сентября 1804  | Хардинг К.Л.     | S     |
| (31) Евфросина   | 256                                   | 255.9 ± 5.8                    | 3.149                                 | 1 сентября 1854  | Фергюсон, Дж.    | C     |
| (624) Гектор     | 241                                   | 370×195(×195)                  | 5.235                                 | 10 февраля 1907  | Копфф, А.        | D     |
| (88) Фисба       | 232                                   | 221×201×168                    | 2.769                                 | 15 июня 1866     | Петерс, К.Г.Ф.   | B     |
| (324) Бамберга   | 229                                   | 229×235×229                    | 2.684                                 | 25 февраля 1892  | Пализа, И.       | C     |
| (451) Пациенция  | 225                                   | 225×234                        | 3.059                                 | 4 декабря 1899   | Шарлуа, О.       |       |
| (532) Геркулина  | 222                                   | 260×220×215                    | 2.772                                 | 20 апреля 1904   | Вольф, М.        | S     |
| (48) Дорида      | 222                                   | 278×142                        | 3.108                                 | 19 сентября 1857 | Гольдшмидт Г.    | C     |
| (375) Урсула     | 216                                   | 189×192×194                    | 3.126                                 | 18 сентября 1893 | Шарлуа, О.       |       |
| (107) Камилла    | 215                                   | 285×205×170                    | 3.476                                 | 17 ноября 1868   | Погсон Н.Р.      | C     |
| (45) Евгения     | 213                                   | 305×220×145                    | 2.720                                 | 27 июня 1857     | Гольдшмидт Г.    | F     |
| (7) Ирида        | 213                                   | 240×200×200                    | 2.386                                 | 13 августа 1847  | Хайнд, Д.Р.      | S     |
| (29) Амфитрита   | 212                                   | 233×212×193                    | 2.554                                 | 1 марта 1854     | Март, А.         | S     |
| (423) Диотима    | 209                                   | 171×138                        | 3.065                                 | 7 декабря 1896   | Шарлуа, О.       | C     |
| (19) Фортуна     | 208                                   | 225×205×195                    | 2.442                                 | 22 августа 1852  | Хайнд, Д.Р.      | G     |
| (13) Эгерия      | 206                                   | 217×196                        | 2.576                                 | 2 ноября 1850    | де Гаспарис, А.  | G     |
| (24) Фемида      | 198                                   | сфероид, 198                   | 3.136                                 | 5 апреля 1853    | де Гаспарис, А.  | C     |
| (94) Аврора      | 197                                   | 225×173                        | 3.160                                 | 6 сентября 1867  | Уотсон, Д.К.     | C     |
| (702) Алауда     | 195                                   | 97.365±1.6                     | 3.195                                 | 16 июля 1910     | Хелффрич, Д.     | C/B   |
| (121) Гермиона   | 190                                   | 268×186×183                    | 3.457                                 | 12 мая 1872      | Уотсон, Д.К.     | C     |
| (259) Алетейя    | 190                                   | 178×190                        | 3.135                                 | 28 июня 1886     | Петерс, К.Г.Ф.   | C/P/X |
| (372) Пальма     | 189                                   | 188                            | 3.149                                 | 19 августа 1893  | Шарлуа, О.       | B     |
| (128) Немезида   | 188                                   | 188                            | 2.751                                 | 25 ноября 1872   | Уотсон, Д.К.     | C     |
| (6) Геба         | 186                                   | 205x185x170                    | 2.426                                 | 1 июля 1847      | Хенке, К. Л.     | S     |
| (16) Психея      | 186                                   | 240×185×145                    | 2.924                                 | 17 марта 1852    | де Гаспарис, А.  | M     |
| (120) Лахесис    | 174                                   | 184x144                        | 3.301                                 | 10 апреля 1872   | Борелли, А.Л.Н.  | C     |
| (41) Дафна       | 174                                   | 213x160                        | 2.765                                 | 22 мая 1856      | Гольдшмидт, Г.   | C     |
| (9) Метида       | 174                                   | 222x182x130                    | 2.385                                 | 25 апреля 1848   | Грэм, Э.         | S     |

Количество объектов растёт по мере уменьшения диаметра. На основе данных IRAS существует около 140 астероидов главного пояса с диаметром более 120 км. Более полный список смотрите в статье Список объектов Солнечной системы по размеру.
Внутренняя часть пояса астероидов (определяется как область внутри щели Кирквуда для резонанса 3:1 на расстоянии 1,5 а.е. от Солнца) содержит несколько крупных астероидов. В списке выше во внутренней части главного пояса находятся только (4) Веста, (19) Фортуна, (6) Геба, (7) Ирида и (9) Метида.

### Наиболее массивные астероиды
Ниже представлены 19 наиболее массивных астероидов. Массы астероидов вычислены на основе возмущений, которые они оказывают на орбиты других астероидов, за исключением объектов, которые были посещены космическими аппаратами или имеющих спутники, при этом возможно прямое измерение массы. Различные наборы наблюдательных данных приводят к различным оценкам массы, наибольшая сложность состоит в том, чтобы учесть возмущения от всех малых тел.
| (1) Церера (4) Веста (2) Паллада (10) Гигея (31) Евфросина (704) Интерамния | (511) Давида (532) Геркулина (15) Эвномия (3) Юнона (16) Психея (52) Европа все остальные |

| Название         | Масса (⋅1018 кг) | Точность                  | Доля массы среди всех астероидов | Номер в списке по диаметру |
| ---------------- | ---------------- | ------------------------- | -------------------------------- | -------------------------- |
| (1) Церера       | 939.3            | 0.05% (939–940)           | 31%                              | 1                          |
| (4) Веста        | 259.076          | 0.0004% (259.075–259.077) | 8.6%                             | 2                          |
| (2) Паллада      | 201              | 6.4% (188–214)            | 6.7%                             | 3                          |
| (10) Гигея       | 86.7             | 1.7% (85.2–88.4)          | 2.9%                             | 4                          |
| (31) Евфросина   | 58.1             | 34% (38.4–77.8)           | 1.9%                             | 12                         |
| (704) Интерамния | 38.8             | 4.6% (37.0–40.6)          | 1.3%                             | 5                          |
| (511) Давида     | 37.7             | 5.2% (35.7–39.7)          | 1.3%                             | 7                          |
| (532) Геркулина  | 33               | 17% (27–39)               | 1.1%                             | 17                         |
| (15) Эвномия     | 31.8             | 0.9% (31.5–32.1)          | 1.1%                             | 10                         |
| (3) Юнона        | 28.6             | 16% (24.0–33.2)           | 0.95%                            | 11                         |
| (16) Психея      | 22.7             | 3.7% (21.9–23.5)          | 0.76%                            | 35                         |
| (52) Европа      | 22.7             | 7% (21.1–24.3)            | 0.76%                            | 6                          |
| (88) Фисба       | 18.3             | 6% (17.2–19.4)            | 0.61%                            | 14                         |
| (7) Ирида        | 16.2             | 5.6% (15.3–17.1)          | 0.54%                            | 21                         |
| (13) Эгерия      | 16               | 27% (12–20)               | 0.53%                            | 26                         |
| (423) Диотима    | 16               | неизвестно                | 0.53%                            | 24                         |
| (29) Амфитрита   | 15.2             | 4% (14.8–15.6)            | 0.51%                            | 23                         |
| (87) Сильвия     | 14.78            | 0.4% (14.72–14.84)        | 0.49%                            | 8                          |
| (48) Дорида      | 12               | 50% (6–18)                | 0.4%                             | 18                         |
| Полное число     | 1868.0           | неизвестно                | 62.0%                            | неизвестно                 |

(Все представленные выше данные взяты из работы Baer и др., 2011, за исключением (48) Дориды и (532) Геркулины, данные о которых взяты из статьи Кочетовой, 2004. Пропорции предполагают, что полная масса составляет 3.0⋅1021 кг или (15,0 ± 1,0)⋅10−10 массы Солнца. 
Однако остаётся высокая доля неопределённости. Например, неопределённость оценки для (31) Евфросины такова, что левая граница интервала оценки массы пересекает интервал для массы (704) Интерамнии и (511) Давиды, которые также пересекаются друг с другом и с интервалом для (532) Геркулины, а её оценки пересекаются с интервалами значений массы (15) Эвномии и (3) Юноны. Оценки для Юноны пересекаются с оценками для (52) Европы, которые перекрывают интервал масс (16) Психеи. Таким образом, за пределами первых четырёх астероидов порядок остальных объектов в рейтинге по массе определяется неточно. Однако же ни один из меньших астероидов, среди которых наибольшей массой обладают (88) Фисба (около 17–19⋅1018 кг), (7) Ирида, (29) Амфитрита и (48) Дорида (в пределах ≈15⋅1018 кг), не сопоставим по массе с Европой или Психеей, поэтому первые 12 астероидов в списке, вероятно, и в действительности занимают первые 12 мест при ранжировании в порядке убывания массы.
Крупнейшими астероидами с точно измеренными массами, вследствие исследования их аппаратом Dawn, являются (1) Церера с массой около 939.3 ± 0.5⋅1018 кг и (4) Веста с массой 259.076 ± 0.001⋅1018 кг. Третий по размеру астероид с точно известной массой (вследствие наличия спутников) — (87) Сильвия с массой 14.78 ± 0.06⋅1018 кг.
Для получения более полного списка смотрите статью Список объектов Солнечной системы по размеру. Другие крупные астероиды, такие как (423) Диотима, в настоящее время обладают лишь оценочными значениями массы.

### Наиболее яркие при наблюдении с Земли
Только Веста время от времени достигает яркости, достаточной для наблюдения с Земли невооружённым глазом. В таблице перечислены астероиды, периодически обладающие блеском ярче +8,3, что соответствует блеску спутника Сатурна Титана в момент наибольшей яркости, открытого за 145 лет до первого астероида.
Ни один из астероидов внешней части пояса астероидов не может достигать подобного блеска. Даже Гигея и Интерамния редко обладают звёздной величиной ярче 10,0. Это происходит вследствие различного распределения спектральных классов в различных сечениях пояса астероидов, при этом объекты с высоким альбедо сконцентрированы вблизи Марса, а объекты с маленьким альбедо спектрального класса C и D в основном расположены во внешней части пояса астероидов.
Астероиды с большим эксцентриситетом достигают максимальной звёздной величины в случае, когда их перигелийные расстояния близки к радиусу земной орбиты, или в случае близкого прохождения астероида около Земли, как в случае объекта (99942) Апофис.
| Астероид        | Звёздная величина в момент наибольшей яркости | Большая полуось (а.е.) | Эксцентриситет | Диаметр (км) | Год открытия |
| --------------- | --------------------------------------------- | ---------------------- | -------------- | ------------ | ------------ |
| (99942) Апофис  | 3.4*                                          | 0.922                  | 0.191          | 0.32         | 2004         |
| (4) Веста       | 5.20                                          | 2.361                  | 0.089172       | 529          | 1807         |
| (2) Паллада     | 6.49                                          | 2.773                  | 0.230725       | 544          | 1802         |
| (1) Церера      | 6.65                                          | 2.766                  | 0.079905       | 952          | 1801         |
| (7) Ирида       | 6.73                                          | 2.385                  | 0.231422       | 200          | 1847         |
| (433) Эрос      | 6.8                                           | 1.458                  | 0.222725       | 34 × 11 × 11 | 1898         |
| (6) Геба        | 7.5                                           | 2.425                  | 0.201726       | 186          | 1847         |
| (3) Юнона       | 7.5                                           | 2.668                  | 0.258194       | 233          | 1804         |
| (18) Мельпомена | 7.5                                           | 2.296                  | 0.218708       | 141          | 1852         |
| (15) Эвномия    | 7.9                                           | 2.643                  | 0.187181       | 268          | 1851         |
| (8) Флора       | 7.9                                           | 2.202                  | 0.156207       | 128          | 1847         |
| (324) Бамберга  | 8.0                                           | 2.682                  | 0.338252       | 229          | 1892         |
| (1036) Ганимед  | 8.1                                           | 2.6657                 | 0.533710       | 32           | 1924         |
| (9) Метида      | 8.1                                           | 2.387                  | 0.121441       | 190          | 1848         |
| (192) Навсикая  | 8.2                                           | 2.404                  | 0.246216       | 103          | 1879         |
| (20) Массалия   | 8.3                                           | 2.409                  | 0.142880       | 145          | 1852         |

* Апофис достигнет максимального блеска 13 апреля 2029 года.  Обычное значение звёздной величины составляет 20–22.

### Медленно вращающиеся объекты
Здесь представлен список наиболее медленно вращающихся астероидов с периодами по крайней мере 1000 часов или 41 день; для сравнения, большинство астероидов обладает периодами вращения от 2 до 20 часов.
| #   | Обозначение малой планеты | Период вращения (часы) | Δmag | Надёжность (U) | Орбита или семейство астероидов | Класс | Диаметр (км) | Abs. mag (H) | Ссылки |
| --- | ------------------------- | ---------------------- | ---- | -------------- | ------------------------------- | ----- | ------------ | ------------ | ------ |
| 1.  | (300163) 2006 VW139       | 3240                   | ?    | ?              | MBA (внешний)                   | C     | 3.20         | 16.2         | LCDB   |
| 2.  | (11474) 1982 SM2          | 1917.221               | 0.04 | 1              | Баптистина                      | C     | 5.71         | 14.94        | LCDB   |
| 3.  | (162058) 1997 AE12        | 1880                   | 0.6  | 2              | NEO                             | S     | 0.782        | 17.9         | LCDB   |
| 4.  | (846) Липперта            | 1641                   | 0.30 | 2              | Фемида                          | CBU:  | 52.41        | 10.26        | LCDB   |
| 5.  | (2440) Эдукатио           | 1561                   | 0.80 | 2              | Флора                           | S     | 6.51         | 13.1         | LCDB   |
| 6.  | (912) Маритима            | 1332                   | 0.18 | 3−             | MBA (внешний)                   | C     | 82.14        | 9.30         | LCDB   |
| 7.  | (9165) Роуп               | 1320                   | 1.34 | 3−             | Венгрия                         | S     | 4.62         | 13.60        | LCDB   |
| 8.  | (1235) Шоррия             | 1265                   | 1.40 | 3              | Венгрия                         | CX:   | 5.04         | 13.10        | LCDB   |
| 9.  | (50719) 2000 EG140        | 1256                   | 0.42 | 2              | Эвномия                         | S     | 3.40         | 14.65        | LCDB   |
| 10. | (75482) 1999 XC173        | 1234.2                 | 0.69 | 2              | Веста                           | S     | 2.96         | 15.01        | LCDB   |
| 11. | (288) Главка              | 1170                   | 0.90 | 3              | MBA (внешний)                   | S     | 32.24        | 10.00        | LCDB   |
| 12. | (39546) 1992 DT5          | 1167.4                 | 0.80 | 2              | MBA (внешний)                   | C     | 5.34         | 15.09        | LCDB   |
| 13. | (145727) 1994 PL29        | 1084.883               | 0.06 | 1              | Ниса–Полана                     | S     | 1.43         | 16.54        | LCDB   |
| 14. | (496) Грифия              | 1072                   | 1.25 | 3              | Флора                           | S     | 15.47        | 11.61        | LCDB   |
| 15. | (4524) Барклайдетолли     | 1069                   | 1.26 | 2              | Флора                           | S     | 7.14         | 12.90        | LCDB   |
| 16. | (5316) Филатов            | 1061.376               | 0.07 | 1              | MBA (внешний)                   | C     | 22.95        | 11.92        | LCDB   |
| 17. | (2675) Толкин             | 1060                   | 0.75 | 2+             | Флора                           | S     | 9.85         | 12.20        | LCDB   |
| 18. | (219774) 2001 YY145       | 1007.7                 | 0.86 | 2              | MBA (внешний)                   | S     | 1.54         | 16.43        | LCDB   |

### Быстро вращающиеся объекты
В списке ниже представлены наиболее быстро вращающиеся астероиды с периодами менее 100 секунд (0,027 часа). Объекты с неточно известными периодами выделены тёмно-серым цветом. Все быстро вращающиеся астероиды не имеют номеров и представляют собой околоземные объекты с диаметром менее 100 метров.
Среди нумерованных малых планет с неточно известным периодом вращения можно упомянуть 60-метровый сближающийся с Землёй астероид с периодом обращения 352 секунды (459872) 2014 EK24, а также (335433) 2005 UW163 и (60716) 2000 GD65, два астероида главного пояса с диаметрами 0,86 и 2,25 км и периодами обращения  1,29 и 1,95 часов соответственно.
| #   | Обозначение | Период вращения | Период вращения | Δmag | Надёжность (U) | Орбита или семейство астероидов | Класс | Диаметр (км) | Abs. mag (H) | Ссылки     |
| #   | Обозначение | (секунды)       | (часы)          | Δmag | Надёжность (U) | Орбита или семейство астероидов | Класс | Диаметр (км) | Abs. mag (H) | Ссылки     |
| --- | ----------- | --------------- | --------------- | ---- | -------------- | ------------------------------- | ----- | ------------ | ------------ | ---------- |
| 1.  | 2014 RC     | 16              | 0.004389        | 0.10 | n.a.           | NEO                             | S     | 0.012        | 26.80        | LCDB · MPC |
| 2.  | 2015 SV6    | 18              | 0.00490         | 0.74 | 2              | NEO                             | S     | 0.009        | 27.70        | LCDB · MPC |
| 3.  | 2010 JL88   | 25              | 0.0068295       | 0.52 | 3              | NEO                             | S     | 0.013        | 26.80        | LCDB · MPC |
| 4.  | 2017 EK     | 30              | 0.0083          | 0.30 | 2              | NEO                             | S     | 0.045        | 24.10        | LCDB · MPC |
| 5.  | 2010 WA     | 31              | 0.0085799       | 0.22 | 3              | NEO                             | S     | 0.003        | 30.00        | LCDB · MPC |
| 6.  | 2017 UK8    | 31              | 0.0086309       | 1.30 | 3              | NEO                             | S     | 0.007        | 28.20        | LCDB · MPC |
| 7.  | 2016 GE1    | 34              | 0.009438        | 0.13 | 2              | NEO                             | S     | 0.014        | 26.60        | LCDB · MPC |
| 8.  | 2008 HJ     | 43              | 0.01185         | 0.80 | 3−             | NEO                             | S     | 0.021        | 25.80        | LCDB · MPC |
| 9.  | 2009 TM8    | 43              | 0.012           | –    | n.a.           | NEO                             | S     | 0.006        | 28.40        | LCDB · MPC |
| 10. | 2015 SU     | 46              | 0.0127          | 0.20 | 2−             | NEO                             | S     | 0.025        | 25.40        | LCDB · MPC |
| 11. | 2010 SK13   | 52              | 0.0144          | –    | n.a.           | NEO                             | S     | 0.01         | 27.40        | LCDB · MPC |
| 12. | 2009 BF2    | 57              | 0.01593         | 0.80 | 3              | NEO                             | S     | 0.02         | 25.90        | LCDB · MPC |
| 13. | 2016 GS2    | 66              | 0.0182725       | 0.06 | 1              | NEO                             | S     | 0.075        | 23.00        | LCDB · MPC |
| 14. | 2010 TG19   | 70              | 0.0193935       | 1.10 | 3              | NEO                             | S     | 0.049        | 23.90        | LCDB · MPC |
| 15. | 2008 WA14   | 70              | 0.0195          | –    | n.a.           | NEO                             | S     | 0.075        | 23.00        | LCDB · MPC |
| 16. | 2007 KE4    | 77              | 0.021408        | 0.38 | 3−             | NEO                             | S     | 0.027        | 25.20        | LCDB · MPC |
| 17. | 2000 DO8    | 78              | 0.0217          | 1.39 | 3              | NEO                             | S     | 0.037        | 24.54        | LCDB · MPC |
| 18. | 2014 GQ17   | 78              | 0.0217          | 0.08 | 2−             | NEO                             | S     | 0.011        | 27.10        | LCDB · MPC |
| 19. | 2014 TV     | 79              | 0.02190         | 0.32 | 2              | NEO                             | S     | 0.039        | 24.40        | LCDB · MPC |
| 20. | 2000 WH10   | 80              | 0.02221         | 0.66 | 3−             | NEO                             | S     | 0.094        | 22.50        | LCDB · MPC |
| 21. | 2012 HG2    | 82              | 0.0227          | –    | n.a.           | NEO                             | S     | 0.012        | 27.00        | LCDB · MPC |
| 22. | 2010 TD54   | 83              | 0.0229317       | 0.92 | 3              | NEO                             | S     | 0.005        | 28.90        | LCDB · MPC |
| 23. | 2010 TS19   | 83              | 0.023           | –    | n.a.           | NEO                             | S     | 0.022        | 25.70        | LCDB · MPC |
| 24. | 2009 UD     | 84              | 0.023246        | 0.66 | 2+             | NEO                             | S     | 0.011        | 27.20        | LCDB · MPC |
| 25. | 2014 WB366  | 86              | 0.0238          | 0.46 | 2+             | NEO                             | S     | 0.033        | 24.80        | LCDB · MPC |
| 26. | 2015 RF36   | 90              | 0.025           | 0.15 | 2              | NEO                             | S     | 0.062        | 23.40        | LCDB · MPC |
| 27. | 2015 AK45   | 93              | 0.0258          | 0.24 | 2              | NEO                             | S     | 0.016        | 26.40        | LCDB · MPC |
| 28. | 2010 XE11   | 96              | 0.0265846       | 0.50 | 3              | NEO                             | S     | 0.075        | 23.00        | LCDB · MPC |
| 29. | 2000 UK11   | 96              | 0.026599        | 0.28 | 2              | NEO                             | S     | 0.026        | 25.30        | LCDB · MPC |
| 30. | 2016 RB1    | 96              | 0.02674         | 0.18 | 2+             | NEO                             | S     | 0.007        | 28.30        | LCDB · MPC |
| 31. | 2015 CM     | 96              | 0.0268          | 0.53 | 3−             | NEO                             | S     | 0.018        | 26.10        | LCDB · MPC |
| 32. | 2008 TC3    | 97              | 0.0269409       | 1.02 | 3              | NEO                             | F     | 0.004        | 30.90        | LCDB · MPC |

## Параметры орбиты

### Ретроградное вращение
Малые планеты с углом наклона орбиты относительно эклиптики более 90° (наибольшее возможное значение 180°) находятся в ретроградном движении. По состоянию на сентябрь 2016 года среди более чем 700000 известных малых планет только 95 находятся на ретроградных орбитах. Для сравнения, 1920 комет находятся на ретроградных орбитах. Таким образом, группа ретроградных астероидов является наиболее малочисленной группой из всех. Астероиды с большими наклонениями орбиты также могут пересекать орбиту Марса или являться дамоклоидами. Некоторые из них временно находятся на ретроградных орбитах в резонансе с планетами-гигантами.
| Обозначение         | Наклон (°) | Впервые наблюдался/ Дата открытия | Неопределённость U | Число наблюдений × Дуга наблюдения | Комментарий | Ссылки  |
| ------------------- | ---------- | --------------------------------- | ------------------ | ---------------------------------- | --- | ------- |
| 2015 TN178          | 90.937°    | 8 октября 2015                    | 4                  | 2542                               | — | MPC     |
| 2005 SB223          | 91.419°    | 30 сентября 2005                  | 1                  | 12200                              | Обладает хорошо определённой орбитой | MPC     |
| 2014 MH55           | 91.478°    | 29 июня 2014                      | 9                  | 96                                 | — | MPC     |
| 2015 RK245          | 91.597°    | 12 сентября 2015                  | 2                  | 182880                             | — | MPC     |
| 2010 EQ169          | 91.606°    | 8 марта 2010                      | 9                  | 32                                 | — | MPC     |
| 2016 TK2            | 92.343°    | 13 июля 2016                      | 5                  | 3486                               | — | MPC     |
| 2016 FH13           | 93.486°    | 29 марта 2016                     | 6                  | 1638                               | — | MPC     |
| 2014 PP69           | 93.627°    | 5 августа 2014                    | 5                  | 4816                               | — | MPC     |
| 2015 BH311          | 95.575°    | 20 января 2015                    | 9                  | 39                                 | — | MPC     |
| 2014 JJ57           | 95.958°    | 9 мая 2014                        | 3                  | 61802                              | — | MPC     |
| 2014 HS150          | 96.456°    | 16 апреля 2014                    | 8                  | 200                                | — | MPC     |
| 2013 BL76           | 98.607°    | 20 января 2013                    | 1                  | 46716                              | Обладает большой полуосью орбиты около 1254 а.е., вследствие чего астероид находится на третьем месте по величине большой полуоси орбиты среди известных малых планет                                                                               | MPC     |
| 2010 GW147          | 99.623°    | 14 апреля 2010                    | 3                  | 93632                              | — | MPC     |
| 2011 MM4            | 100.446°   | 24 июня 2011                      | 4                  | 36036                              | — | MPC     |
| 2014 XS3            | 100.934°   | 8 декабря 2014                    | 9                  | 55                                 | — | MPC     |
| 2013 BN27           | 101.780°   | 17 января 2013                    | 7                  | 1425                               | — | MPC     |
| 2008 KV42           | 103.483°   | 31 мая 2008                       | 5                  | 10449                              | — | MPC     |
| (342842) 2008 YB3   | 105.031°   | 18 декабря 2008                   | 1                  | 864896                             | — | MPC     |
| 2016 PN66           | 105.111°   | 14 августа 2016                   | 4                  | 15219                              | — | MPC     |
| 2010 GW64           | 105.273°   | 6 апреля 2010                     | 4                  | 9576                               | — | MPC     |
| 2012 YO6            | 106.914°   | 22 декабря 2012                   | 4                  | 6674                               | — | MPC     |
| 2009 DD47           | 107.431°   | 27 февраля 2009                   | 7                  | 1584                               | — | MPC     |
| 2007 VW266          | 108.345°   | 12 ноября 2007                    | 7                  | 2280                               | — | MPC     |
| 2015 MJ116          | 108.876°   | 27 июня 2015                      | 9                  |                                    | — | MPC     |
| 2011 SP25           | 108.987°   | 20 сентября 2011                  | 5                  | 3712                               | — | MPC     |
| (471325) 2011 KT19  | 110.154°   | 21 мая 2011                       | 2                  | 350463                             | — | MPC     |
| 2011 OR17           | 110.345°   | 21 мая 2010                       | 1                  | 75548                              | — | MPC     |
| 2005 TJ50           | 110.368°   | 3 октября 2005                    | 7                  | 1488                               | — | MPC     |
| 2005 VX3            | 112.459°   | 1 ноября 2005                     | 4                  | 4050                               | Формальная большая полуось орбиты равна 837 а.е., но для такой большой орбиты дуга наблюдения слишком мала | MPC     |
| 2016 LS             | 114.360°   | 27 июня 2015                      | 4                  | 16800                              | — | MPC     |
| 2015 YY18           | 118.232°   | 29 декабря 2015                   | 4                  | 6901                               | — | MPC     |
| 2010 OM1            | 118.689°   | 28 июля 2010                      | 5                  | 3232                               | — | MPC     |
| (65407) 2002 RP120  | 119.106°   | 4 сентября 2002                   | 2                  | 660275                             | Дамоклоид, объект рассеянного диска | MPC     |
| 2010 PO58           | 121.229°   | 5 августа 2010                    | 9                  | 168                                | — | MPC     |
| 2010 LG61           | 123.732°   | 2 июня 2010                       | 9                  | 770                                | — | MPC     |
| (468861) 2013 LU28  | 125.414°   | 8 июня 2013                       | 5                  | 21560                              | — | MPC     |
| 2014 SQ339          | 128.499°   | 9 сентября 2014                   | 7                  | 1276                               | — | MPC     |
| 2000 DG8            | 129.478°   | 25 февраля 2000                   | 3                  | 44460                              | Дамоклоид, объект рассеянного диска. Пересекает орбиты всех внешних планет за исключением Нептуна. В 1930 году приблизился к Церере на 0,03 а.е. | MPC     |
| 2016 CO264          | 129.852°   | 14 февраля 2016                   | 4                  | 8820                               | — | MPC     |
| 2013 NS11           | 130.340°   | 5 июля 2013                       | 2                  | 71929                              | — | MPC     |
| 2005 NP82           | 130.549°   | 6 июля 2005                       | 6                  | 8769                               | — | MPC     |
| 2006 RG1            | 133.195°   | 1 сентября 2006                   | 6                  | 750                                | Обладает орбитой с дугой наблюдения 25 дней | MPC     |
| 2012 YE8            | 136.136°   | 21 декабря 2012                   | 7                  | 1189                               | — | MPC     |
| 2009 QY6            | 137.654°   | 17 августа 2009                   | 4                  | 43560                              | — | MPC     |
| 2016 TP93           | 138.324°   | 9 октября 2016                    | 7                  | 704                                | — | MPC     |
| 2015 AO44           | 139.974°   | 27 ноября 2014                    | 2                  | 102600                             | — | MPC     |
| (336756) 2010 NV1   | 140.818°   | 2 июля 2010                       | 1                  | 266805                             | Перигелий на расстоянии 9,4 а.е., только у 2008 KV42 перигелий расположен дальше (дуга наблюдения 154 дня) | MPC     |
| 2011 WS41           | 141.645°   | 24 ноября 2011                    | 8                  | 108                                | — | MPC     |
| 2010 OR1            | 143.861°   | 25 января 2010                    | 4                  | 35416                              | — | MPC     |
| 2010 BK118          | 143.910°   | 30 января 2010                    | 1                  | 385148                             | Большая полуось равна 408 а.е. при перигелийном расстоянии 6,1 а.е. в апреле 2012 (дуга наблюдения 1 год) | MPC     |
| 2016 NM56           | 144.045°   | 14 июля 2016                      | 3                  | 39960                              | — | MPC     |
| 2010 CG55           | 146.246°   | 15 февраля 2010                   | 2                  | 124816                             | — | MPC     |
| 2012 HD2            | 146.897°   | 18 апреля 2012                    | 2                  | 32314                              | — | MPC     |
| 2009 YS6            | 147.797°   | 17 декабря 2009                   | 1                  | 199547                             | — | MPC     |
| 2006 EX52           | 150.240°   | 5 марта 2006                      | 2                  | 62930                              | q=2.58 а.е., орбитальный период 274 года | MPC     |
| 1999 LE31           | 151.807°   | 12 июня 1999                      | 3                  | 51943                              | Дамоклоид, пересекает орбиты Юпитера и Сатурна. | MPC     |
| 2016 JK24           | 152.313°   | 3 марта 2016                      | 7                  | 2448                               | — | MPC     |
| 2017 CW32           | 152.436°   | 9 июня 2016                       | 2                  | 46500                              | — | MPC     |
| (343158) 2009 HC82  | 154.496°   | 29 апреля 2009                    | 0                  | 385700                             | NEO, иногда обладающий наибольшей скоростью относительно Земли (79 км/с) среди известных объектов, приближающихся к Земле на меньшее, чем 0,5 а.е., расстояние. Однако, относительная скорость на расстоянии 1 а.е. от Солнца не превышает 72 км/с. | MPC     |
| 2013 LD16           | 154.748°   | 6 июня 2013                       | 3                  | 14148                              | — | MPC     |
| 2015 FK37           | 155.971°   | 20 марта 2015                     | 7                  | 748                                | — | MPC     |
| 2010 EB46           | 156.531°   | 12 марта 2010                     | 7                  | 2610                               | — | MPC     |
| 2015 XR384          | 157.532°   | 9 декабря 2015                    | 4                  | 5580                               | — | MPC     |
| 2000 HE46           | 158.448°   | 29 апреля 2000                    | 4                  | 26400                              | — | MPC     |
| 2015 XX351          | 159.106°   | 9 декабря 2015                    | 3                  | 20790                              | — | MPC     |
| 2012 TL139          | 160.036°   | 8 октября 2012                    | 6                  | 900                                | — | MPC     |
| (20461) Диоретса    | 160.404°   | 8 июня 1999                       | 2                  | 256779                             | Астероид с наибольшим наклоном орбиты в период с 1999/06/08 по 2004/07/13 | MPC     |
| (514107) 2015 BZ509 | 163.001°   | 26 ноября 2014                    | 2                  | 72846                              | Коорбитальный спутник Юпитера. Первый известный пример ретроградного коорбитального астероида. Может происходить из другой звёздной системы. | MPC Src |
| 2006 RJ2            | 164.582°   | 14 сентября 2006                  | 7                  | 2812                               | — | MPC     |
| 2006 BZ8            | 165.315°   | 23 января 2006                    | 2                  | 214312                             | — | MPC     |
| 2004 NN8            | 165.466°   | 13 июля 2004                      | 2                  | 23944                              | Подошёл на расстояние 0,80 а.е. к Сатурну 5 июня 2007 года; с 13 июля 2004 года по 1 ноября 2005 года являлся астероидом с наиболее наклонённой орбитой                                                                                             | MPC     |
| 2014 AT8            | 165.554°   | 3 января 2014                     | 3                  | 42517                              | — | MPC     |
| 2016 DF2            | 167.030°   | 28 февраля 2016                   | 9                  | 26                                 | — | MPC     |
| (330759) 2008 SO218 | 170.318°   | 30 сентября 2008                  | 1                  | 733950                             | — | MPC     |
| 2014 UV114          | 170.510°   | 26 октября 2014                   | 9                  | 34                                 | — | MPC     |
| 2014 CW14           | 170.747°   | 10 февраля 2014                   | 7                  | 1938                               | | MPC     |
| 2016 EJ203          | 170.911°   | 11 марта 2016                     | 7                  | 1740                               | — | MPC     |
| 2006 LM1            | 172.138°   | 3 июня 2006                       | 9                  | 48                                 | Обладает дугой наблюдения всего 2 дня, но наклон орбиты очень велик | MPC     |
| (434620) 2005 VD    | 172.866°   | 1 ноября 2005                     | 2                  | 130989                             | С 1 ноября 2005 года по 1 июня 2013 года являлся астероидом с наиболее наклонённой к эклиптике орбитой | MPC     |
| 2013 LA2            | 175.189°   | 1 июня 2013                       | 8                  | 1075                               | На начало 2019 года является объектом с наибольшим наклоном орбиты среди всех известных астероидов | MPC     |

### Астероиды с большим наклоном орбиты
| Обозначение        | Наклон орбиты | Дата открытия    | Комментарий | Ссылки |
| ------------------ | ------------- | ---------------- | --- | ------ |
| (1) Церера         | 10,593°       | 1 января 1801    | Астероид с наиболее наклонённой орбитой в период с 1 января 1801 по 28 марта 1802                                                                                        | MPC    |
| (2) Паллада        | 34,841°       | 28 марта 1802    | Астероид с наиболее наклонённой орбитой в период с 28 марта 1802 по 31 октября 1920                                                                                      | MPC    |
| (944) Идальго      | 42,525°       | 31 октября 1920  | Астероид с наиболее наклонённой орбитой в период с 31 октября 1920 по 22 мая 1950                                                                                        | MPC    |
| (1373) Цинциннати  | 38,949°       | 30 августа 1935  | Первый открытый астероид главного пояса с наклоном орбиты, большим чем у (2) Паллада. Астероид с наиболее наклонённой орбитой в период с 30 августа 1935 по 14 июня 1980 | MPC    |
| (1580) Бетулия     | 52,083°       | 22 мая 1950      | Астероид с наиболее наклонённой орбитой в период с 22 мая 1950 по 4 июля 1973                                                                                            | MPC    |
| (2938) Хопи        | 41,436°       | 14 июня 1980     | Астероид с наиболее наклонённой орбитой в период с 14 июня 1980 по 20 сентября 2000                                                                                      | MPC    |
| (5496) 1973 NA     | 67,999°       | 4 июля 1973      | Астероид-аполлон, пересекает орбиту Марса, является также околоземным объектом; астероид с наиболее наклонённой орбитой в период с 4 июля 1973 по 8 августа 1999.        | MPC    |
| (22653) 1998 QW2   | 45,794°       | 17 августа 1998  | Астероид с наиболее наклонённой орбитой в период с 17 августа 1998 года до 19 октября 1998                                                                               | MPC    |
| (88043) 2000 UE110 | 51,998°       | 29 октября 2000  | Первый открытый и пронумерованный астероид главного пояса с наклоном орбиты более 50°.                                                                                   | MPC    |
| (138925) 2001 AU43 | 72,132°       | 4 января 2001    | Пересекает орбиту Марса, также является NEO. | MPC    |
| (127546) 2002 XU93 | 77,904°       | 4 декабря 2002   | Дамоклоид, объект рассеянного диска. Орбита касается Урана с внешней стороны.                                                                                            | MPC    |
| (196256) 2003 EH1  | 70,790°       | 6 марта 2003     | Пересекает орбиту Марса, является NEO. | MPC    |
| 1998 UQ1           | 64,281°       | 19 октября 1998  | Астероид с наиболее наклонённой орбитой в период с 19 октября 1998 по 1 ноября 2007                                                                                      | MPC    |
| (467372) 2004 LG   | 70,725°       | 9 июня 2004      | Пересекает орбиту Меркурия, Венеры, Земли и Марса, NEO. | MPC    |
| 2007 VR6           | 68,659°       | 1 ноября 2007    | Астероид с наиболее наклонённой орбитой в период с 1 ноября 2007 по 16 сентября 2008                                                                                     | MPC    |
| 2008 SB85          | 74,247°       | 26 сентября 2008 | Астероид с наиболее наклонённой орбитой в период с 16 сентября 2008 по 8 марта 2010                                                                                      | MPC    |
| 2010 EQ169         | 91,606°       | 8 марта 2010     | Астероид главного пояса с наиболее наклонённой орбитой среди всех известных (орбита плохо известна)                                                                      | MPC    |

### Троянские астероиды
Троянские астероиды — группы астероидов, находящихся в окрестностях точек Лагранжа L4 и L5, и, следовательно, в орбитальном резонансе 1:1 любых планет или их спутников. Впервые были обнаружены у Юпитера. Их называют по именам персонажей Троянской войны, описанных в Илиаде.
- Троянские астероиды Земли: 2010 TK7, 2020 XL5.
- Троянские астероиды Марса: (121514) 1999 UJ7, (5261) Эврика, (101429) 1998 VF31, (311999) 2007 NS2, (385250) 2001 DH47, 2011 SC191, 2011 UN63, объект-кандидат 2011 SL25.
- Троянские астероиды Юпитера: первый такой объект был открыт в 1906 году, (588) Ахиллес, теперь же троянцев Юпитера насчитывается более 6100.
- Троянские астероиды Урана: 2011 QF99 и 2014 YX49.
- Троянские астероиды Нептуна: известно 17 астероидов данной группы.

### Гиперболический астероид
Гиперболический астероид обладает орбитой, не ограниченной относительно Солнца и имеющей эксцентриситет, в перигелии превышающий единицу. 19 октября 2017 года открыт первый (и пока единственный) астероид: 1I/Оумуамуа.

## Временная шкала

### Астероиды, первые в той или иной группе
| Название            | Диаметр (км) | Дата открытия      | Комментарий |
| ------------------- | ------------ | ------------------ | --- |
| (1) Церера          | 939          | 1 января 1801      | Первый обнаруженный астероид |
| (5) Астрея          | 117          | 8 декабря 1845     | Пятый открытый астероид, спустя 38 лет после первых четырёх |
| (20) Массалия       | 136          | 19 сентября 1852   | Первый астероид, названный в честь города |
| (45) Евгения        | 202          | 27 июня 1857       | Первый астероид, названный в честь живущего человека |
| (87) Сильвия        | 261          | 16 мая 1866        | Первый астероид, у которого есть более одного спутника (определено в 2005 году) |
| (90) Антиопа        | 80×80        | 1 октября 1866     | Двойной астероид с почти одинаковыми компонентами; двойная природа была открыта в 2000 году при применении адаптивной оптики                                                                |
| (92) Ундина         | 126          | 7 июля 1867        | Сформировался в результате крупнейшего столкновения астероидов в прошлые 100 млн лет |
| (216) Клеопатра     | 217×94       | 10 апреля 1880     | Металлический астероид с двумя спутниками |
| (243) Ида           | 56×24×21     | 29 сентября 1884   | Первый астероид, у которого был обнаружен спутник (в 1993 году) |
| (243) Ида I Дактиль | 1.4          | 17 февраля 1994    | Спутник астероида (243) Ида, первый подтверждённый спутник астероида |
| (279) Туле          | 127          | 25 октября 1888    | Обращается на внешнем краю пояса астероидов в резонансе 3:4 с Юпитером |
| 2021 PH27           | >1           | 13 августа 2021 г. | Самый короткий период ОБращения среди всех известных астероидов на момент 2021 г. |
| (288) Главка        | 32           | 20 февраля 1890    | Крайне долгий период Вращения вокруг собственной оси 1200 часов (около 50 земных) |
| (323) Бруция        | 36           | 22 декабря 1891    | Первый астероид, открытый методами астрофотографии |
| (433) Эрос          | 13×13×33     | 13 августа 1898    | Первый открытый околоземный астероид, второй по размерам; первый астероид, открытый с помощью радара; первый астероид, вокруг которого облетел космический аппарат и на который приземлился |
| (482) Петрина       | 23.3         | 3 марта 1902       | Первый астероид, названный в честь собаки |
| (490) Веритас       | 115          | 3 сентября 1902    | Возник в результате крупнейшего столкновения астероидов в течение последних 100 млн лет |
| (588) Ахиллес       | 135.5        | 22 февраля 1906    | Первый открытый троянец Юпитера |
| (624) Гектор        | 370×195      | 10 февраля 1907    | Крупнейший открытый троянец Юпитера |
| (719) Альберт       | 2.4          | 3 октября 1911     | Последний из нумерованных астероидов, который был потерян и после переоткрыт |
| (935) Кливия        | 6.4          | 7 сентября 1920    | Первый астероид, названный в честь цветка |
| (1125) Китай        | 27           | 30 октября 1957    | Первое открытие астероида, приписанное научному институту, а не конкретному человеку |
| (1566) Икар         | 1.4          | 27 июня 1949       | Первый открытый астероид, пересекающий орбиту Меркурия |
| (1902) Шапошников   | 97           | 18 апреля 1972     | Последний открытый астероид диаметром более 100 км |
| (2309) Мр. Спок     | 21.3         | 16 августа 1971    | Первый астероид, названный в честь кота |
| (3200) Фаэтон       | 5            | 11 октября 1983    | Первый астероид, открытый из космоса. Источник метеорного потока Геминиды |
| (3753) Круитни      | 5            | 10 октября 1986    | Необычный астероид, ассоциированный с орбитой Земли |
| (4179) Таутатис     | 4.5×2.4×1.9  | 4 января 1989      | 29 сентября 2004 года прошёл близко к Земле |
| (4769) Касталия     | 1.8×0.8      | 9 августа 1989     | Первый астероид, изображение которого получено с помощью радара и 3D-моделирования |
| (5261) Эврика       | ~2–4         | 20 июня 1990       | Первый открытый троянский астероид Марса |
| (11885) Сумман      | 1.3          | 25 сентября 1990   | Первый околоземный астероид, открытый автоматически |
| (29075) 1950 DA     | 1.1          | 23 февраля 1950    | Близко подойдёт к Земле в 2880 году, столкновение маловероятно (вероятность 0.012%) |
| (69230) Гермес      | 0.3          | 28 октября 1937    | Названный, но не пронумерованный до переоткрытия в 2003 году астероид (65 лет спустя) |
| (99942) Апофис      | 0.3          | 19 июня 2004       | Первый астероид, по туринской шкале отнесённый к классу выше 1 (сначала отнесён к 2 классу, затем к 4; теперь относят к классу 0). Раньше был известен под обозначением 2004 MN4.           |
| (433953) 1997 XR2   | 0.23         | 4 декабря 1997     | Первый астероид с классом опасности выше 0 по туринской шкале (сначала относился к классу 1; теперь к классу 0)                                                                             |
| 1998 KY26           | 0.030        | 2 июня 1998        | Сближался на расстояние 800000 км с Землёй |
| 2002 AA29           | 0.1          | 9 января 2002      | Необычный астероид, ассоциированный с орбитой Земли |
| 2004 FH             | 0.030        | 15 марта 2004      | Открыт до сближения с Землёй на расстояние 43 тысячи км 18 марта 2004 года |
| 2008 TC3            | ~0.003       | 6 октября 2008     | Первый астероид , столкнувшийся с Землёй, обнаруженный до соударения (7 октября 2008) |
| 2010 TK7            | ~0.3         | октябрь 2010       | Первый открытый троянский астероид Земли |
| 2014 RC             | ~0.017       | 1 сентября 2014    | Наиболее быстро вращающийся астероид: период обращения 16,2 секунды |

### Астероиды — цели космических миссий
| Название         | Диаметр (км)  | Открытие         | Космический аппарат | Год                  | Тесное сближение (км) | Тесное сближение (радиус астероида) | Примечание | Историческое значение |
| ---------------- | ------------- | ---------------- | ------------------- | -------------------- | --------------------- | ----------------------------------- | --- | --- |
| (1) Церера       | 952           | 1 января 1801    | Dawn                | 2014–настоящее время | 200 (запланировано)   | 0.42                                | Dawn получил снимок Цереры с близкого расстояния в декабре 2014 года и вышел на орбиту вокруг неё в марте 2015 года | Первая карликовая панета, посещённая космическим аппаратом, крупнейший посещённый астероид                                                                                |
| (4) Веста        | 529           | 29 марта 1807    | Dawn                | 2011–2012            | 210                   | 0.76                                | Dawn ушёл с орбиты 5 сентября 2012 и направился к Церере, к которой прибыл в марте 2015 года                        | Первый из астероидов «большой четвёрки»,к которому подлетал космический аппарат; крупнейший астероид, посещённый космическим аппаратом на тот момент                      |
| (21) Лютеция     | 120×100×80    | 15 ноября 1852   | Розетта             | 2010                 | 3162                  | 64.9                                | Пролёт 10 июля 2010 года                                                                                            | Крупнейший астероид, посещённый космическим аппаратом на тот момент |
| (243) Ида        | 56×24×21      | 29 сентября 1884 | Галилео             | 1993                 | 2390                  | 152                                 | Пролёт; открытие спутника Дактиль                                                                                   | Первый астероид со спутником, посещённый космическим аппаратом, и крупнейший астероид, исследованный космическим аппаратом, на тот момент                                 |
| (253) Матильда   | 66×48×46      | 12 ноября 1885   | NEAR Shoemaker      | 1997                 | 1212                  | 49.5                                | Пролёт | Крупнейший астероид, исследованный космическим аппаратом, на тот момент                                                                                                   |
| (433) Эрос       | 13×13×33      | 13 августа 1898  | NEAR Shoemaker      | 1998–2001            | 0                     | 0                                   | Пролёт в 1998 году; в 2000 аппарат обращался вокруг астероида, в 2001 году приземлился на астероид                  | Первое приземление на астероид, впервые вокруг астероида (околоземного) обращался космический аппарат                                                                     |
| (951) Гаспра     | 18.2×10.5×8.9 | 30 июля 1916     | Галилео             | 1991                 | 1600                  | 262                                 | Пролёт | Первый астероид, посещённый космическим аппаратом |
| (2867) Штейнс    | 4.6           | 4 ноября 1969    | Розетта             | 2008                 | 800                   | 302                                 | Пролёт | Первый астероид, посещённый КА Европейского космического агентства |
| (4179) Таутатис  | 4.5×~2        | 10 февраля 1934  | Чанъэ-2             | 2012                 | 3,2                   | 0.70                                | Пролёт | Наиболее близкий пролёт у астероида; первый астероид, который посетил космический аппарат из Китая                                                                        |
| (5535) Аннафранк | 4.0           | 23 марта 1942    | Стардаст            | 2002                 | 3079                  | 1230                                | Пролёт | |
| (9969) Брайль    | 2.2×0.6       | 27 мая 1992      | Deep Space 1        | 1999                 | 26                    | 12.7                                | Пролёт; затем пролетел мимо кометы Борелли                                                                          | |
| (25143) Итокава  | 0.5×0.3×0.2   | 26 сентября 1998 | Хаябуса             | 2005                 | 0                     | 0                                   | Приземлился; вернулся на Землю с образцами пыли                                                                     | Первый астероид, частицы которого были привезены на Землю; самый маленький астероид, посещённый космическим аппаратом. Первый астероид, который посетил аппарат не от ESA |
| (162173) Рюгу    | 1.0           | 10 мая 1999      | Хаябуса-2           | 2018–настоящее время | 0 (запланировано)     | 0                                   | Высадка ровера, возвращение образцов                                                                                | Первый ровер на астероиде |
| (101955) Бенну   | 0.492         | 11 сентября 1999 | OSIRIS-REx          | 2018–настоящее время | 0 (запланировано)     | 39                                  | Возвращение образцов                                                                                                | Наименьший астероид, вокруг которого облетел космический аппарат; потенциально опасный объект                                                                             |

### Пронумерованные малые планеты, также являющиеся кометами
| Название                    | Название кометы           | Комментарий |
| --------------------------- | ------------------------- | --- |
| (2060) Хирон                | 95P/Хирон                 | Первый кентавр, открыт в 1977 году, впоследствии обнаружены свойства кометы. Одна из двух малых планет, у которых открыты кольца |
| (4015) Вильсон — Харрингтон | 107P/Вильсон — Харрингтон | В 1992 году обнаружилось, что астероид 1979 VA соответствует положению потерянной кометы Вильсона — Харрингтона (1949 III)       |
| (7968) Эльст — Писарро      | 133P/Эльст — Писарро      | Открыт в 1996 году как комета, но орбита согласуется с орбитой астероида 1979 OW7                                                |
| (60558) Эхекл               | 174P/Эхекл                | Кентавр, открытый в 2000 году, получил обозначение кометы в 2006 году                                                            |
| (118401) LINEAR             | 176P/LINEAR (LINEAR 52)   | Астероид-комета из пояса астероидов, кома обнаружена 26 ноября 2005 года                                                         |

В таблице выше перечислены только астероиды с номерами, также являющиеся кометами. В некоторых случаях непронумерованные малые планеты также проявляют кометную природу, как в случае C/2001 OG108 (LONEOS), которая первоначально обозначалась как 2001 OG108.

### Малые планеты, которые были переименованы
В раннюю эпоху, до того как были созданы правила нумерации и именования малых планет, астероидам иногда присваивались  номера и названия до того, как орбиты стали известны с высокой точностью. В некоторых случаях одному и тому эе объекту присваивались несколько имён (в настоящее время после сопоставления расчётных орбит со старыми записями проблема больше не существует). В некоторых случаях астероиды потребовалось переименовать.
| Название малой планеты             | Описание |
| ---------------------------------- | --- |
| (330) Адальберта                   | Объект открыт 18 марта 1892 года Максом Вольфом; первоначальное обозначение астероида "1892 X", затем назван (330) Адальберта, но затем был потерян и не переоткрыт. В 1982 году определили, что наблюдения, соответствующие 1892 X, были наблюдениями звёзд, и астероид не существовал. Название (330) Адальберта использовалось для другого астероида, открытого Максом Вольфом 2 февраля 1910 года с первоначальным обозначением A910 CB. |
| (525) Аделаида и (1171) Руставелия | Объект A904 EB, открытый 14 марта 1904 года Максом Вольфом, назван (525) Аделаида и затем потерян. Позднее объект 1930 TA открыт 3 октября 1930 года Сильвеном Ареном и назван (1171) Руставелия. В докомпьютерную эпоху до 1958 года не было выяснено, что это был один и тот же объект. Название Руставелия было сохранено, а название (525) Аделаида было присвоено 1908 EKa, открытому 21 октября 1908 года Джоэлом Меткалфом. |
| (715) Трансваалия и (933) Сюзи     | Объект 1911 LX открыт 22 апреля 1911 года Гарри Вудом и назван (715) Трансваалия. 23 апреля 1920 года объект 1920 GZ был открыт и назван (933) Сюзи. В 1928 году выяснилось, что это один и тот же объект. Название Трансваалия было сохранено за астероидом, а имя (933) Сюзи присвоено объекту 1927 CH, открытому 10 февраля 1927 года Карлом Райнмутом. |
| (864) Аас и (1078) Мента           | Объект A917 CB открыт 13 февраля 1917 года Максом Вольфом и назван (864) Аас, а астероид 1926 XB открыт 7 декабря 1926 Карлом Райнмутом и получил название (1078) Мента. В 1958 году обнаружилось, что астероиды являются одним и тем же объектом. В 1974 году название Мента за астероидом сохранили, а имя (864) Аас дали объекту 1921 KE, открытому 30 сентября 1921 года Карлом Райнмутом. |
| (1095) Тулипа и (1449) Виртанен    | Объект 1928 DC, открытый 24 февраля 1928 года Карлом Райнмутом был назван (1095) Тулипа, а объект 1938 DO, открытый 20 февраля 1938 года Ирьё Вяйсяля, был назван (1449) Виртанен. В 1966 году оказалось, что объекты являются одним и тем же астероидом. Название (1449) Виртанен было сохранено, а имя (1095) Тулипа было присвоено астероиду 1926 GS, открытому 14 апреля 1926 года Карлом Райнмутом. |
| (1125) Китай и (3789) Чжунго       | Объект 1928 UF, открытый 25 октября 1928 года Чжаном Ючже, получил название (1125) Китай и затем был потерян. Позднее астероид 1957 UN1 был обнаружен 30 октября 1957 года при наблюдениях из обсерватории Цзыцзиньшань и первоначально считался повторно открытым 1928 UF. Название и номер (1125) Китай использовались для астероида 1957 UN1, а 1928 UF оставался потерянным. В 1986 году объект 1986 QK1 был обнаружен и считался переоткрытым 1928 UF. Объект получил новый номер и обозначение (3789) Чжунго. Заметим, что слово Zhongguo переводится как "Китай". |
| Астероид 1317 и (787) Москва       | Объект 1914 UQ, открытый 20 апреля 1914 года Г.Н. Неуйминым, получил название (787) Москва (и сохраняет название до сих пор). Объект 1934 FD, открытый 19 марта 1934 года Сирилом Джексоном, получил порядковый номер 1317. В 1938 году Неуймин обнаружил, что астероиды 1317 и (787) Москва являются одним и тем же объектом. Порядковый номер 1317 использован для объекта 1935 RC, открытого 1 сентября 1935 года Карлом Райнмутом, теперь этот астероид известен как (1317) Зильфретта.                                                                              |

## Объекты с примечательными номерами
В ряде случаев объекты с круглыми номерами носят специальные названия. Ведутся споры о том, нужно ли присвоить Плутону номер 10000, например. В списке присутствует несколько объектов-не астероидов
10n·1
- 1e0 (1) Церера
- 1e1 (10) Гигея
- 1e2 (100) Геката
- 1e3 (1000) Пиацция
- 1e4 (10000) Мириостос
- 1e5 (100000) Астронавтика
- 1e6 (число астероидов с номерами пока не превышает миллиона)

10n·2
- (2) Паллада
- (20) Массалия
- (200) Динамена
- (2000) Гершель
- (20000) Варуна (объект пояса Койпера)
- (200000) 2007 JT40

10n·3
- (3) Юнона
- (30) Урания
- (300) Джеральдина
- (3000) Леонардо
- (30000) Кейменцинд
- (300000) 2006 UW30

10n·4
- (4) Веста
- (40) Гармония
- (400) Дакроса
- (4000) Гиппарх
- (40000) 1998 HZ87
- (400000) 2006 DK190

10n·5
- (5) Астрея
- (50) Виргиния
- (500) Селинур
- (5000) МАС
- (50000) Квавар (объект пояса Койпера)
- 500000 2011 PM6

10n·6
- (6) Геба
- (60) Эхо
- (600) Муза
- (6000) ООН
- (60000) Миминко

10n·7
- (7) Ирида
- (70) Панопея
- (700) Ауравиктрикс
- (7000) Кюри
- (70000) 1998 XX6

10n·8
- (8) Флора
- (80) Сапфо
- (800) Крессманния
- (8000) Исаак Ньютон
- (80000) 1999 FR33

10n·9
- (9) Метида
- (90) Антиопа
- (900) Розалинда
- (9000) Хал
- (90000) 2002 TK102